# Jordi Hostench Casanova
Jordi Hostench Casanova (24 de octubre de 1992, Olot, Gerona),  es un futbolista español que juega en el Unió Esportiva Figueres de la Tercera División de España.

## Biografía
El jugador formado en la cantera del Girona FC, juega durante 3 años en el UE Olot, donde asciende a la Segunda División B.
Hostench se convirtió en uno de los futbolistas que más minutos ha disputó con el cuadro gerundense y en el jugador más utilizado de la plantilla de forma consecutiva las dos últimas temporadas, con más de 3.000 minutos por campaña. En la temporada 2013-2014, el lateral izquierdo gerundense ha completado 36 partidos completos con la elástica del Olot (3.240 minutos).
En agosto de 2015, el lateral izquierdo que la temporada pasada jugó en el filial del Elche CF y estaba realizando la pretemporada con el primer equipo del Elche, ha llegado a un acuerdo para marcharse cedido al Real Murcia, de Segunda División B.

## Clubes
| Club                          | País   | Año       | Categoría | Partidos | Goles |
| ----------------------------- | ------ | --------- | --------- | -------- | ----- |
| UE Olot                       | España | 2013-2014 | Segunda B | 36       | 0     |
| Elche Ilicitano               | España | 2014-2015 | Segunda B | 34       | 0     |
| Real Murcia                   | España | 2015-2016 | Segunda B | 13       | 0     |
| Centre d'Esports L'Hospitalet | España | 2016-2017 | Segunda B | 23       | 0     |
| Unió Esportiva Figueres       | España | 2017-2018 | Tercera   |          |       |